# Капштик Іван Маркович
Капштик Іван Маркович — колишній народний депутат України.

## Біографія
Народився 22.09.1939 (Полтавська область) в сел. родині; українець; одружений; має 2 дітей.

## Освіта
Українська сільсько-господарська академія, бухгалтер-економіст.
Народний депутат України 12(1) склик. з 03.1990 (2-й тур) до 06.1992, Броварський виб. окр. № 210, Київська область, член Комісії з питань Чорнобильської катастрофи.
- З 1956 — інстр., Гребінківський РК ЛКСМУ Полтавської обл.
- З 1958 — студ., Укр. с.-г. акад.
- З 1963 — бухгалтер, радгосп «Глибоцький» Бориспільського р-ну.
- З 1971 — дир. Київ. птахофабрики, дир. Яготинської птахофабрики, дир. радгоспу-комбінату «Калитянський».
- 1977 — звільнений з роботи за сфабрик. справою.
- З 1977 — кер. відд., заст. дир., радгосп ім. Кірова.
- З 1988 — дир., птахоф-ка «Київ».
- 1978 — виключений з КПРС, потім добився поновлення, 1990 — вийшов з КПРС.
- 20.03.1992-03.1995 — Представник Президента в Київській області.
- Потім — президент ВАТ "Птахофабрика «Київська».

Орден Трудового Червоного Прапора. Заслужений працівник с. г. України (09.1999). Орден «За заслуги» III ст. (01.2010).
Державний службовець 1-го рангу (04.1994).

## Джерело
- Довідка